# Hyänen-Menschen

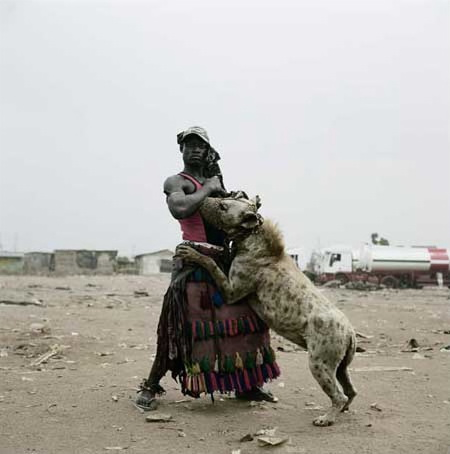
Ein Gadawan Kura

Als Hyänen-Menschen (Hyena Men bzw. Gadawan Kura) werden in Nigeria die Angehörigen einer kleinen Gruppe aus der Ethnie der Hausa bezeichnet, die im Land umherziehend ihren Lebensunterhalt als Schausteller, Gaukler und Wunderheiler sichern. Mit Musik und Tierdressuren machen sie auf sich aufmerksam, um Amulette, Tinkturen, Salben, Zauberpulver und andere als Heilmittel geltende Waren zu verkaufen. Benannt sind sie nach ihren auffälligsten tierischen Begleitern, den schwer zu zähmenden und risikoträchtigen Hyänen. Ein Ort festen Aufenthalts scheint die Stadt Abuja zu sein. Die öffentliche Bewertung schwankt zwischen Kriminalisierung („Drogendealer, Bankräuber, Bandenchefs“) und romantisierender Bewunderung.
In Äthiopien werden Männer, die Hyänen gezähmt haben, als Hyänenmänner bezeichnet. In Harar gilt die Hyänenfütterung als Touristenattraktion.
In Malawi hingegen werden Männer als Hyänen bezeichnet, wenn sie rituelle Prostitution anbieten. Grund für die Namensgebung ist hier, dass diese Männer wie die Tiere nachts kommen. In der Presse auch als Hyänenmänner bezeichnet, entjungfern sie gegen Entgelt minderjährige Mädchen nach ihrer ersten Menstruation, um sie und ihre Familien vor Unheil zu schützen. Auch schlafen sie mit Witwen noch während der Trauerphase, um eine sexuelle Reinigung durchzuführen. Der Brauch wird in Malawi «Kusasa Fumbi» genannt, wörtlich «den Staub wegbürsten», und hält sich trotz eines offiziellen Verbots. Ähnliche Rituale sollen in Teilen von Côte d’Ivoire, Ghana, Nigeria, Kenia und anderen afrikanischen Ländern existieren.